# Liste des sites Ramsar en Indonésie
Cet article recense les zones humides d'Indonésie concernées par la convention de Ramsar.

## Statistiques
La convention de Ramsar est entrée en vigueur en Indonésie le 8 août 1992.
En janvier 2020, le pays compte 7 sites Ramsar, couvrant une superficie de 13 729,76 km2.

## Liste
| Site                                  | Subdivision           | Notes | Date             | Superficie (km²) | Altitude (m) | Identifiant Ramsar | Identifiant WDPA | Coordonnées                      | Photo |
| ------------------------------------- | --------------------- | ----- | ---------------- | ---------------- | ------------ | ------------------ | ---------------- | -------------------------------- | ----- |
| Parc national de Berbak               | Jambi                 |       | 19 novembre 1991 | 1 627,00         | 0 - 20       | 554                | 68011            | 1° 24′ 00″ sud, 104° 16′ 01″ est |       |
| Réserve faunique de Danau Sentarum    | Kalimantan occidental |       | 30 août 1994     | 800,00           | 0 - 35       | 667                | 95338            | 0° 51′ nord, 112° 06′ est        |       |
| Parc national de Wasur                | Papouasie             |       | 16 mars 2006     | 4 138,10         | 0 - 55       | 1624               | 902873           | 8° 37′ 59″ sud, 140° 22′ 59″ est |       |
| Parc national de Rawa Aopa Watumohai  | Sulawesi du Sud-Est   |       | 6 mars 2011      | 1 051,94         | 0 - 981      | 1944               | 555542726        | 4° 28′ 01″ sud, 121° 58′ 59″ est |       |
| Parc national de Sembilang            | Sumatra du Sud        |       | 3 juin 2011      | 2 028,9631       | 0 - 20       | 1945               | 555542727        | 1° 57′ sud, 104° 36′ est         |       |
| Réserve faunique de Pulau Rambut (id) | Jakarta               |       | 11 novembre 2011 | 0,90             | 0 - 2        | 1987               | 555543092        | 5° 58′ 26″ sud, 106° 41′ 35″ est |       |
| Parc national de Tanjung Puting       | Kalimantan central    |       | 12 novembre 2013 | 4 082,86         | 0 - 60       | 2192               | 555592554        | 3° 02′ 46″ sud, 111° 59′ 46″ est |       |